# Румунський Атенеум
Румунський Атенеум (рум. Ateneul Român) — концертний зал в центрі Бухареста (Румунія). Один з головних орієнтирів румунської столиці. Нині головний концертний зал міста, місце проведення щорічного міжнародного музичного фестивалю Джордже Енеску. З 1889 року — головний концертний майданчик Бухарестського філармонічного оркестру.

## Історія
У 1865 році низка румунських діячів культури і науки заснувала румунське культурне товариство Атенеум (Atheneum). З метою служіння мистецтву і науці, у 1888 році в Бухаресті було відкрито румунський Атенеум. Будівля була побудована за проектом французького архітектора Альберта Галлерона, на кошти знатного волоського боярського роду - Вакареску і урочисто відкрито в 1888 році, хоча його обробка тривала до 1897 року. Частина коштів на будівництво була отримана за відкритою підпискою протягом 28 років. У Румунії до сих пір пам'ятають заклик: «Зробити внесок один лей на Атенеум!».
Після розпаду Австро-Угорщини, 29 грудня 1919 року, Атенеум був місцем проведення конференції провідних румунських діячів, які проголосували за ратифікацію договору про приєднання Бессарабії, Трансільванії і Буковини до Румунського королівства, в так звану, Велику Румунію.

## Приміщення Атенеуму
Пишна, куполоподібна, кругла за формою будівля, неокласичного стилю, з елементами романтизму. Перед будівлею знаходиться невеликий парк з пам'ятником румунському поетові Міхаю Емінеску. 
Всередині, на першому поверсі розташовані великий конференц-зал, вище — зал для глядачів на 600 місць в партері і 52 — в ложах.
Внутрішню частину круглої стіни концертного залу 75 м в довжину і 3 м в ширину прикрашає фреска художника Костіна Петреску, що зображає найважливіші моменти румунської історії, починаючи з завоювання Дакії римським імператором Траяном і закінчуючи виникненням Великої Румунії в 1918 році.
У 1992 році були проведені реставраційні роботи на суму 9 мільйонів євро, кошти на які було виділено в рівних частках урядом Румунії та Радою Європейського банку розвитку.
Румунський Атенеум сьогодні є символом румунської культури. У 2007 році будівлю було внесено до Списку європейської спадщини.

## Галерея

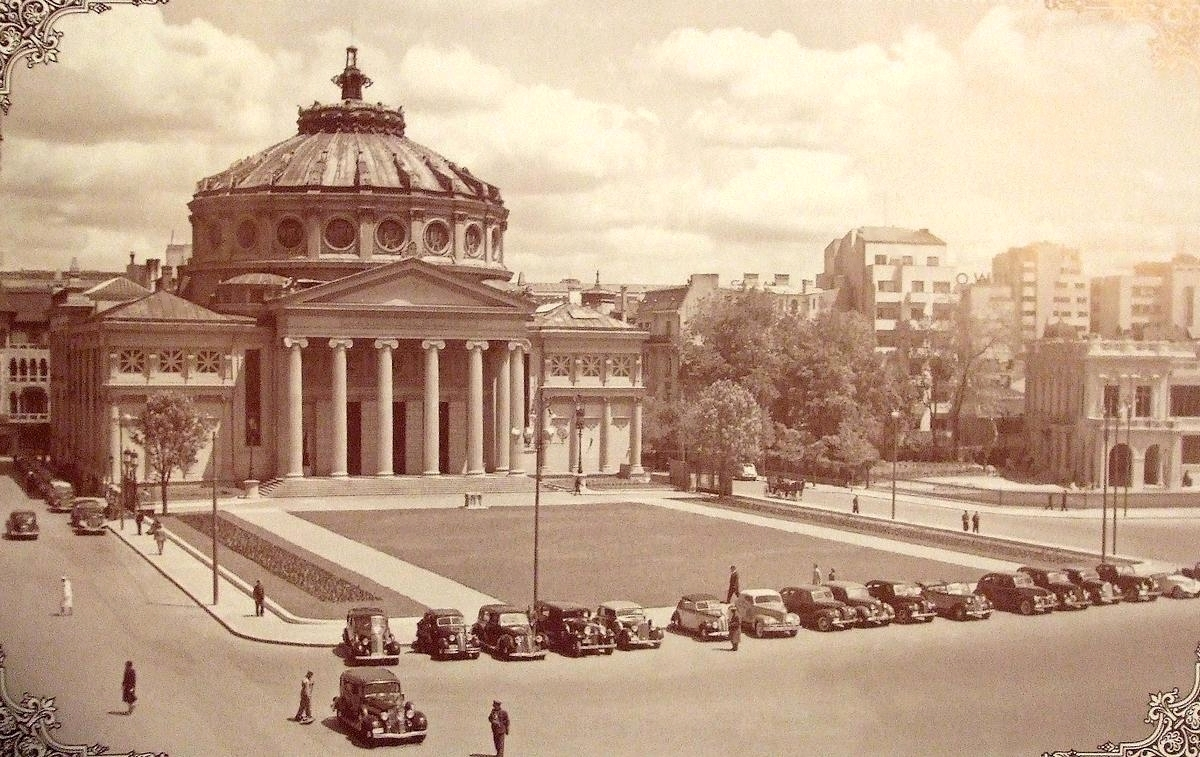
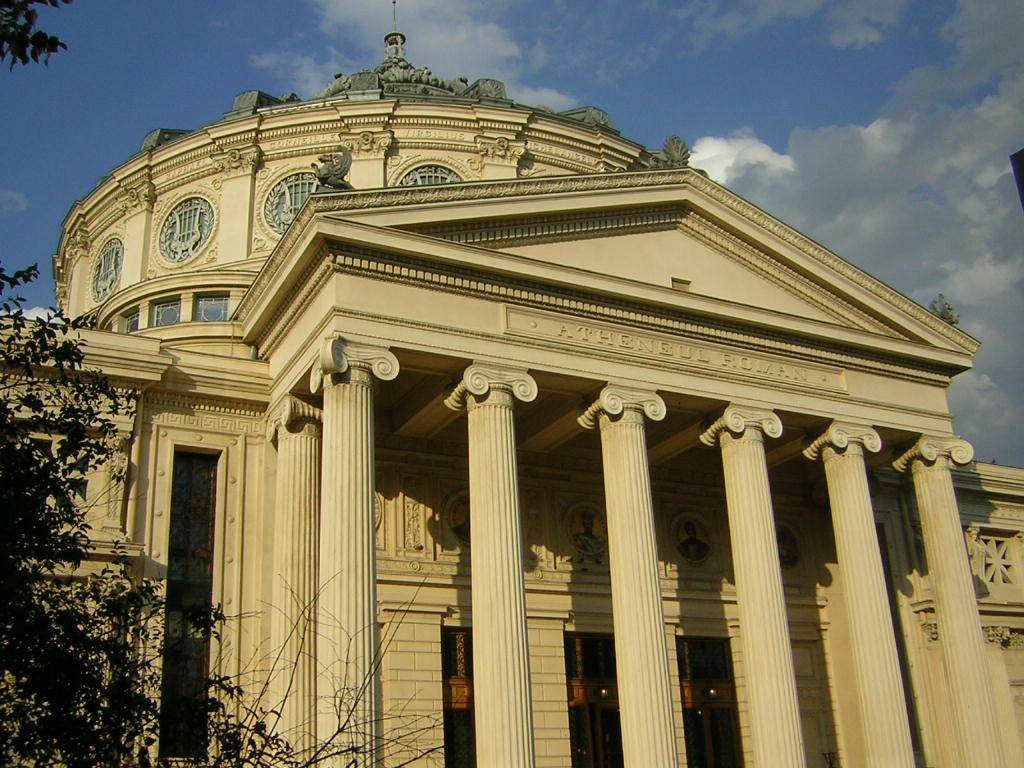
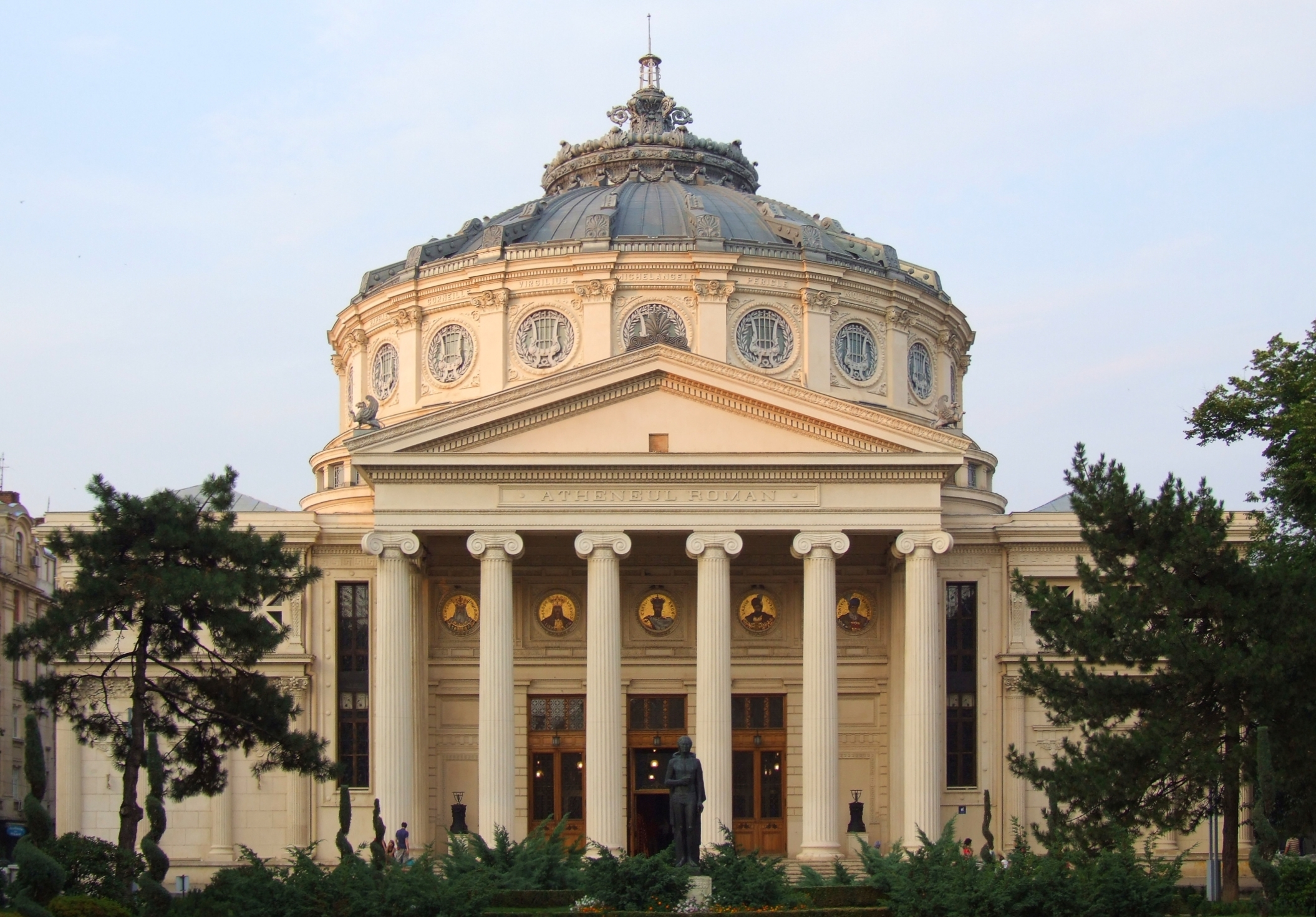
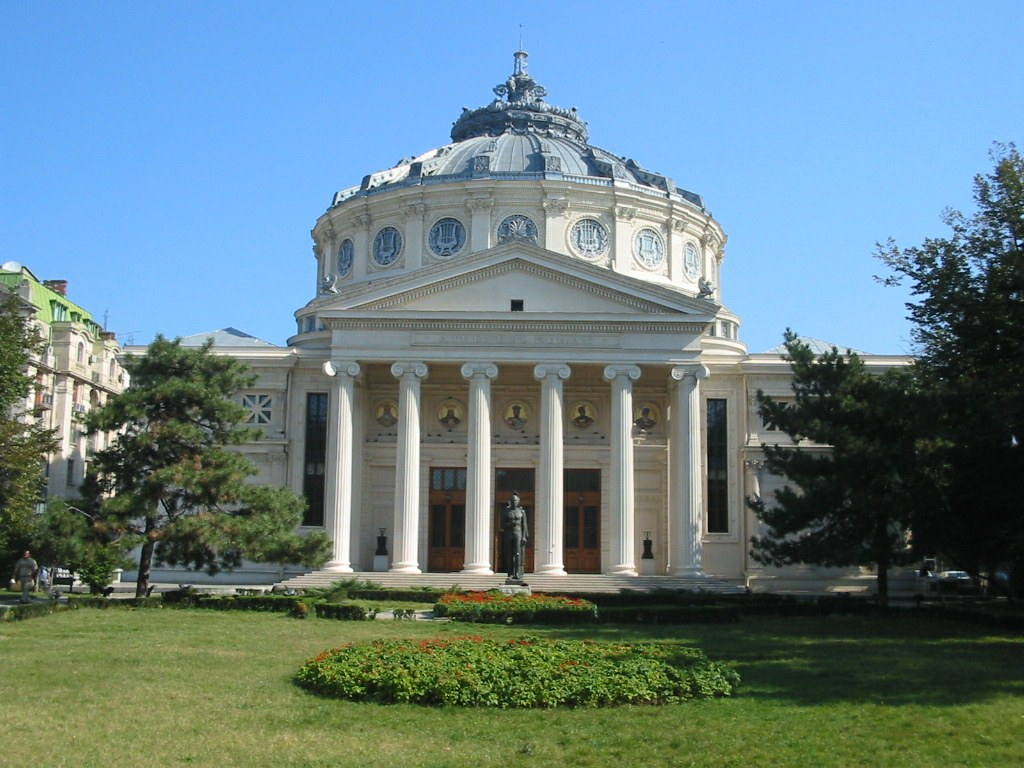
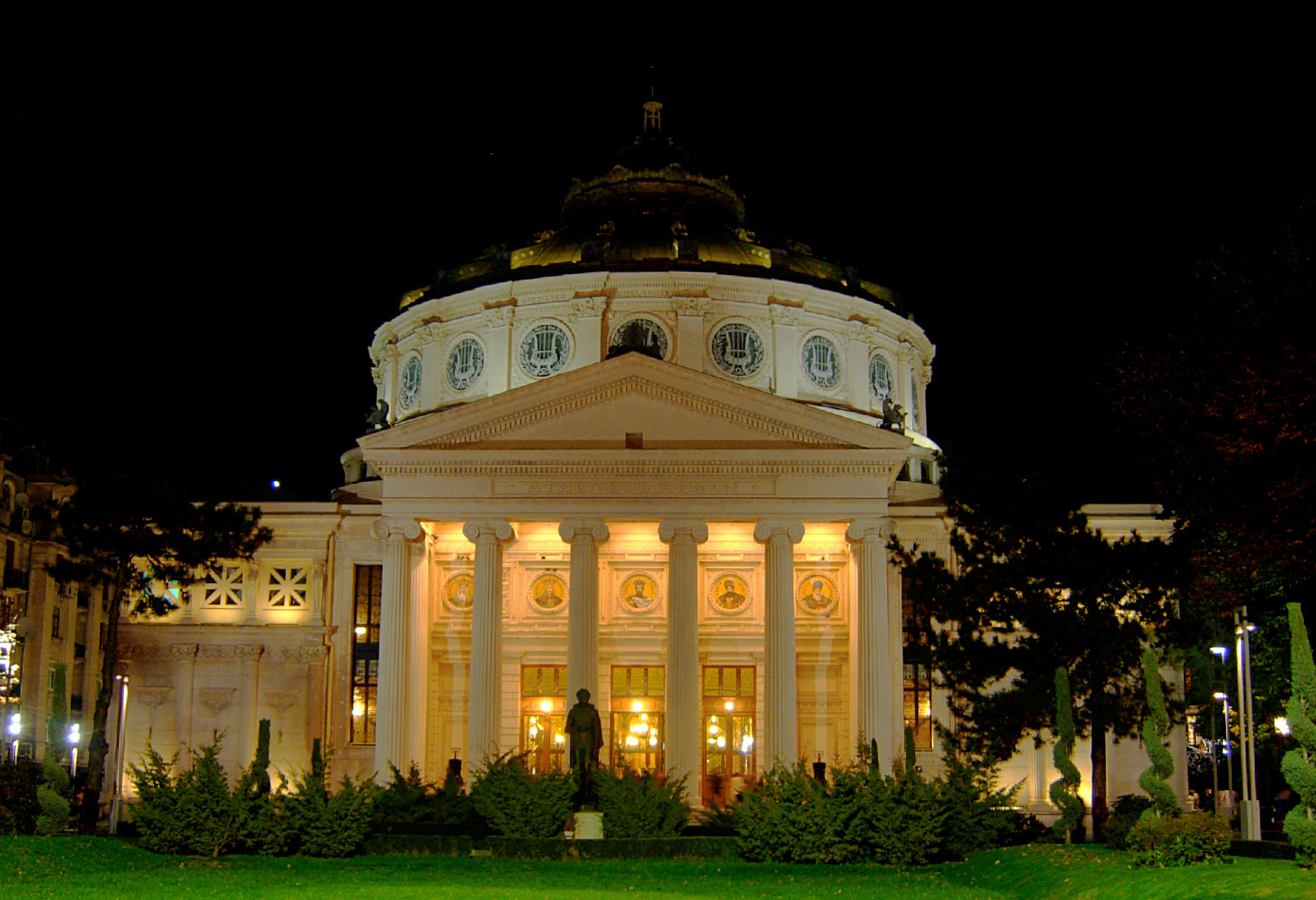
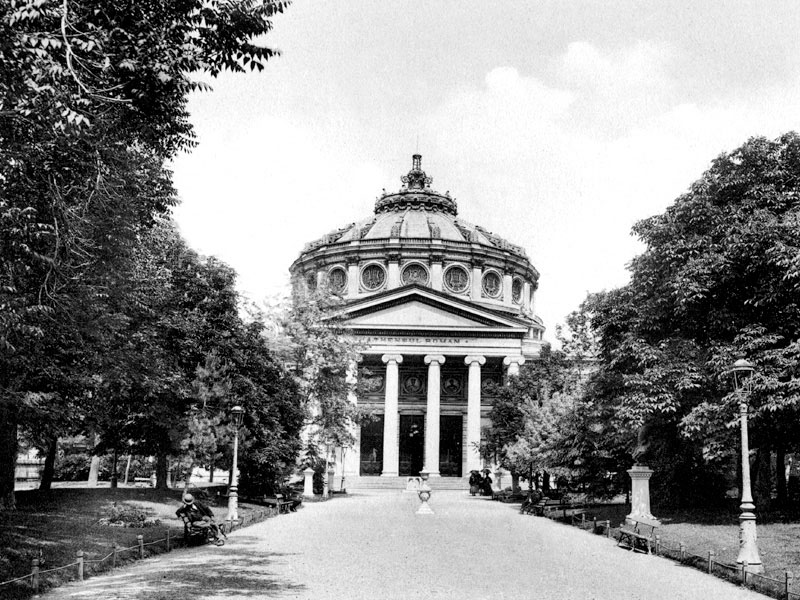
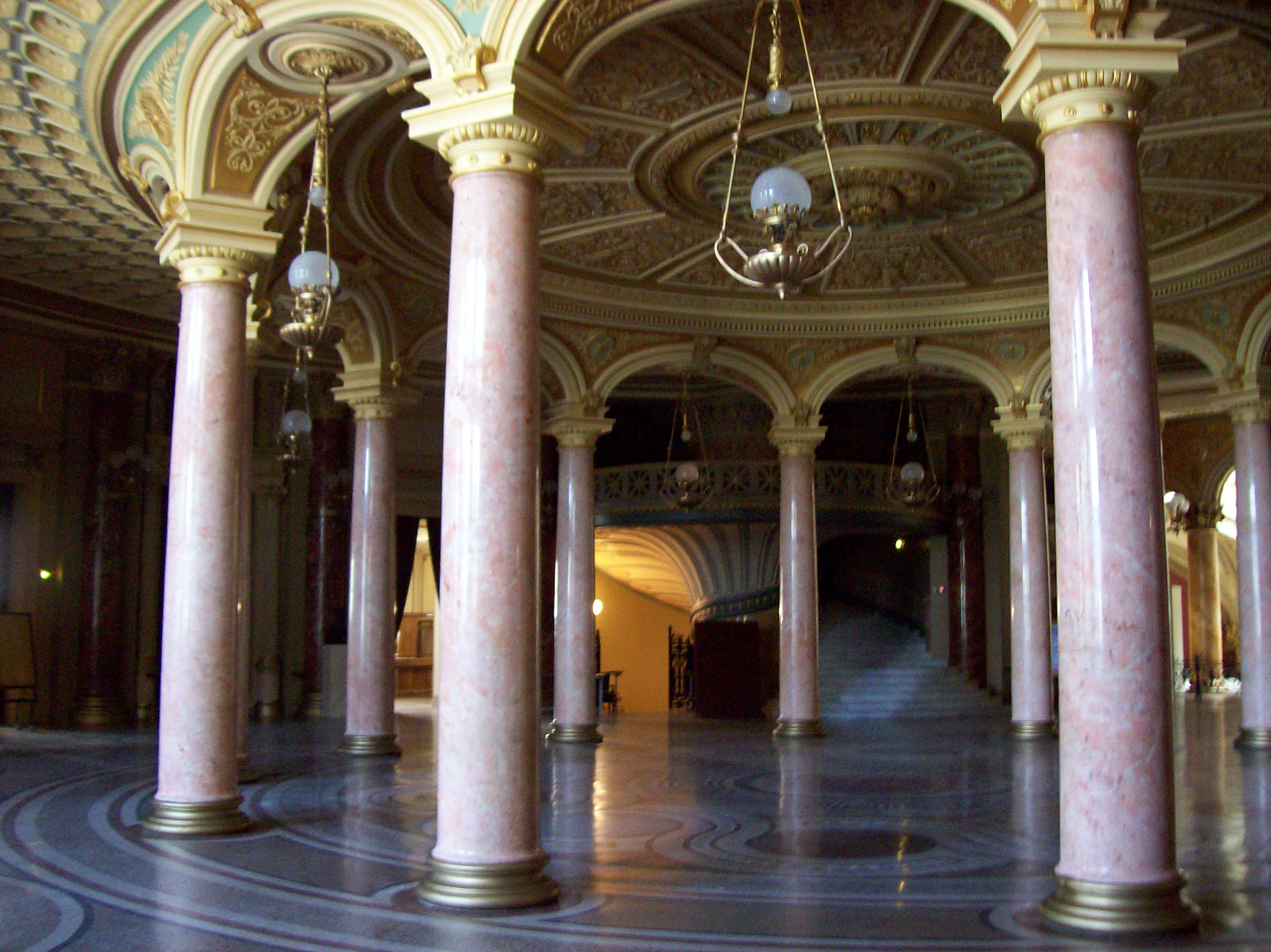
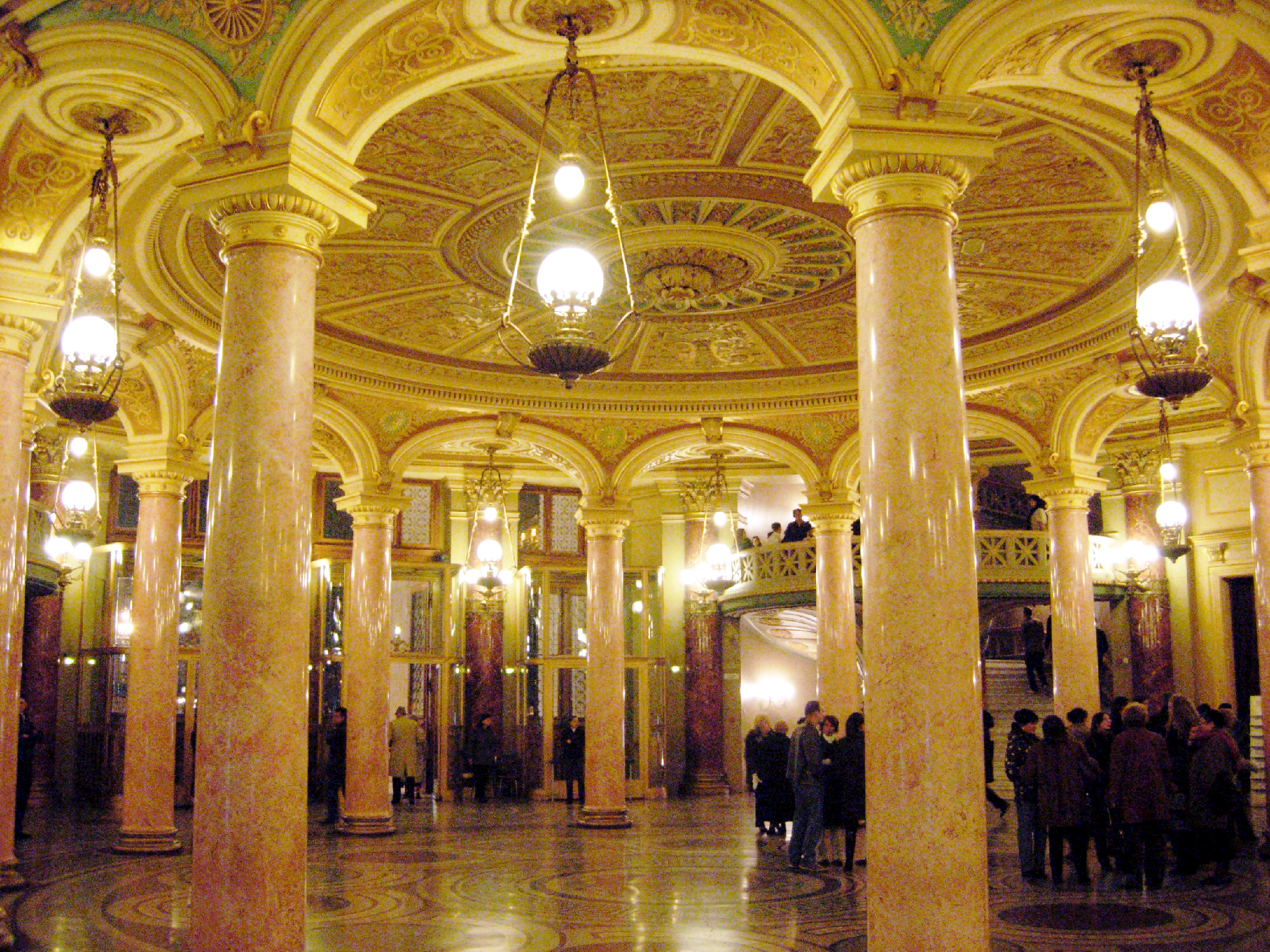
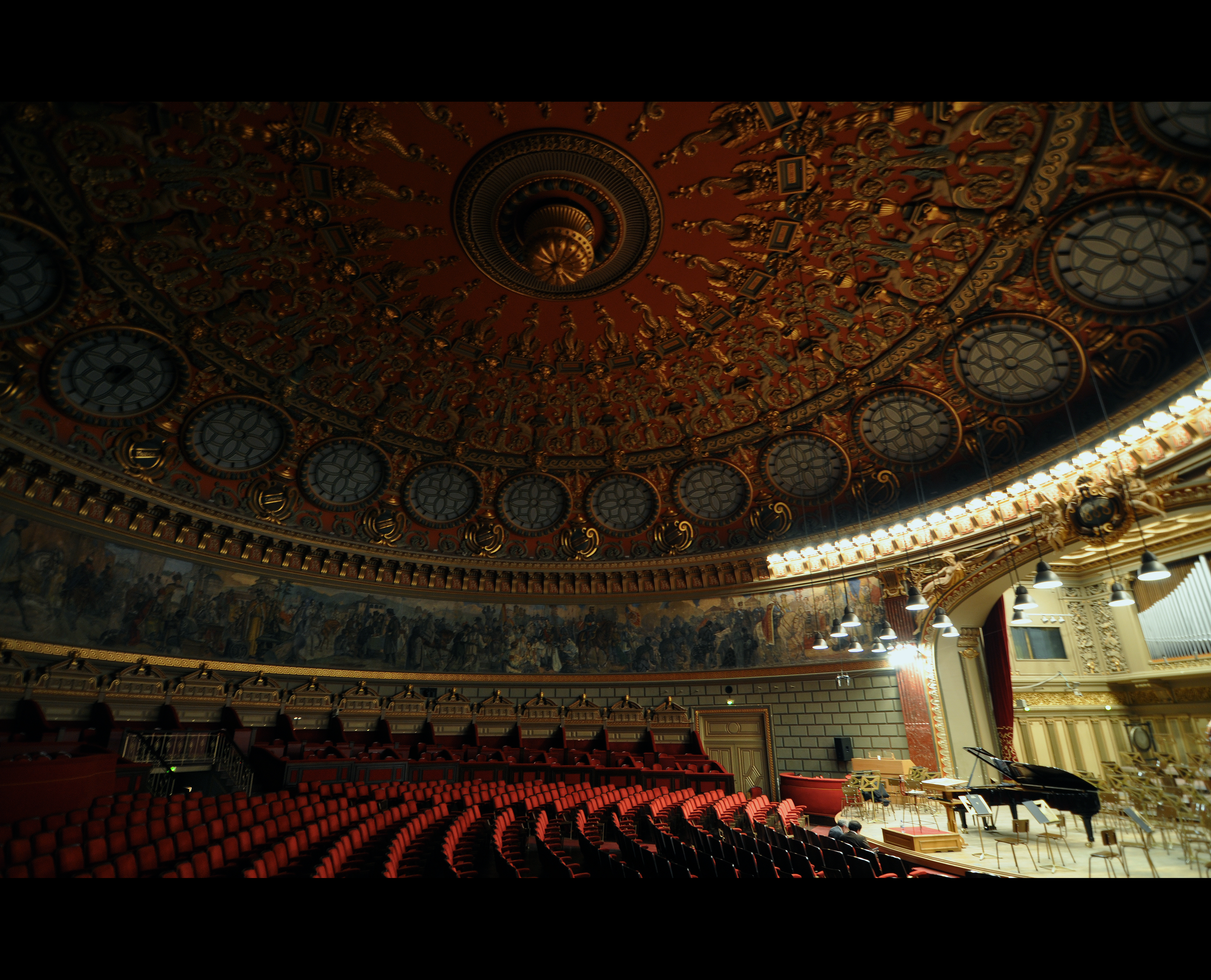
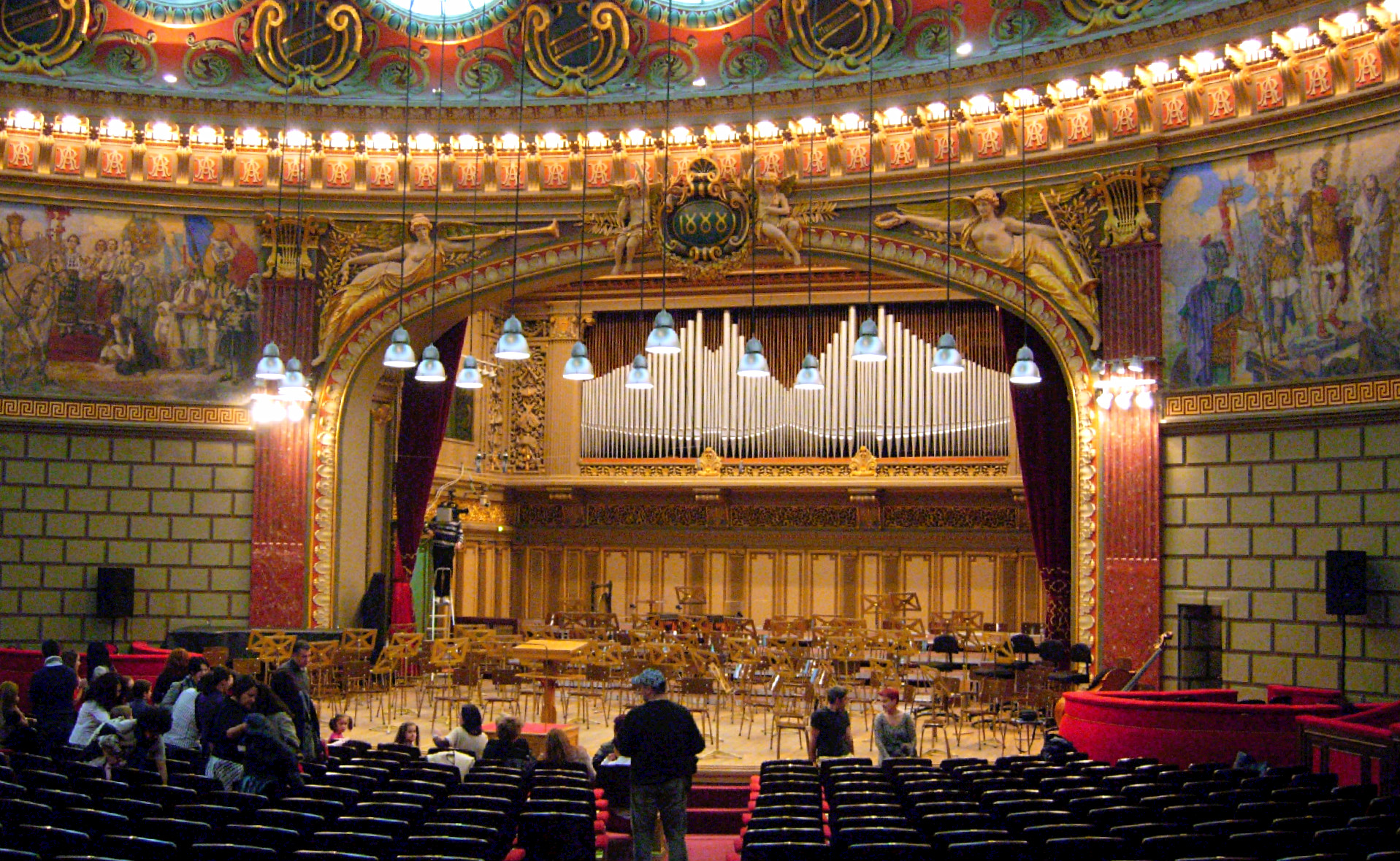
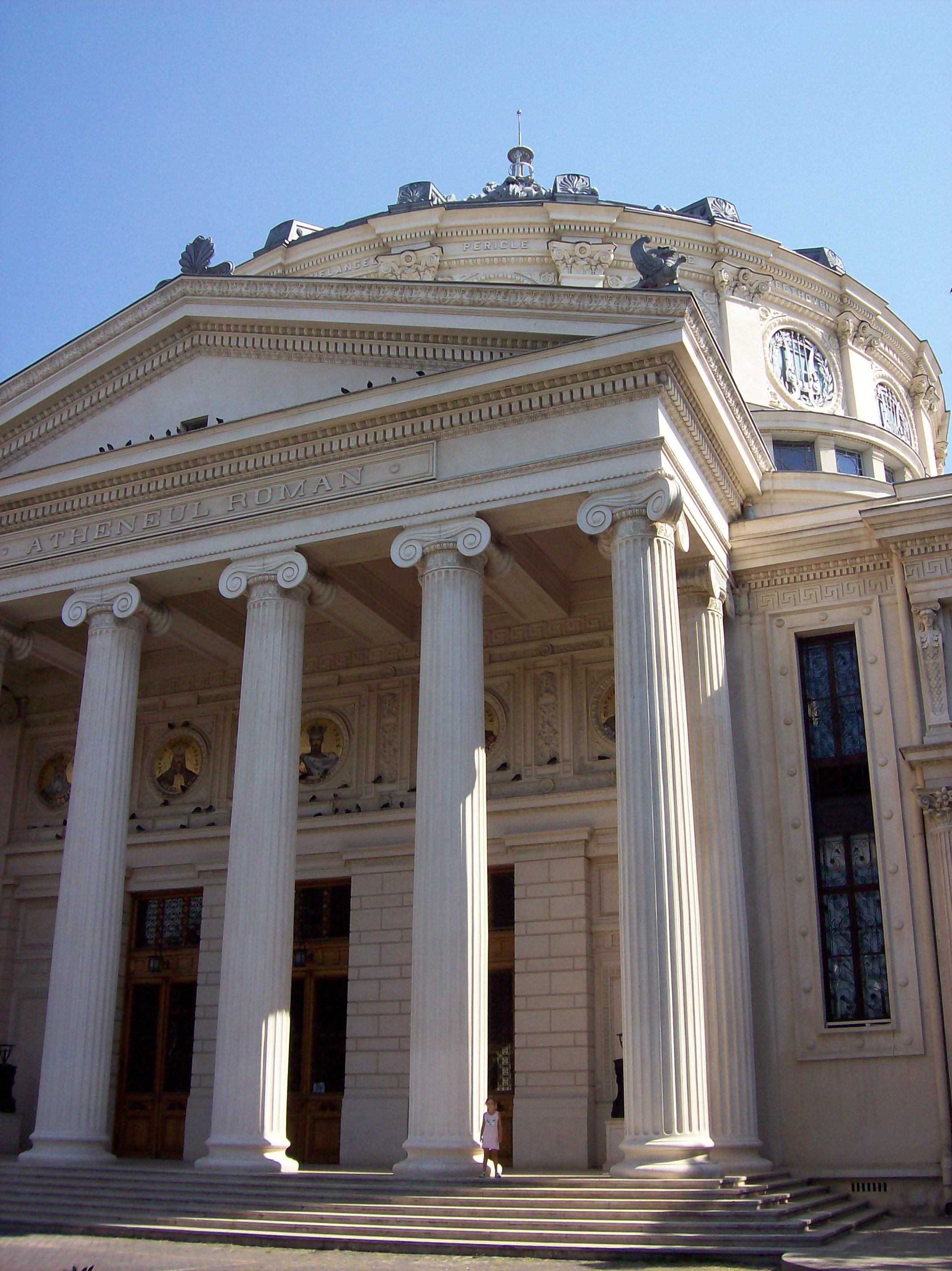
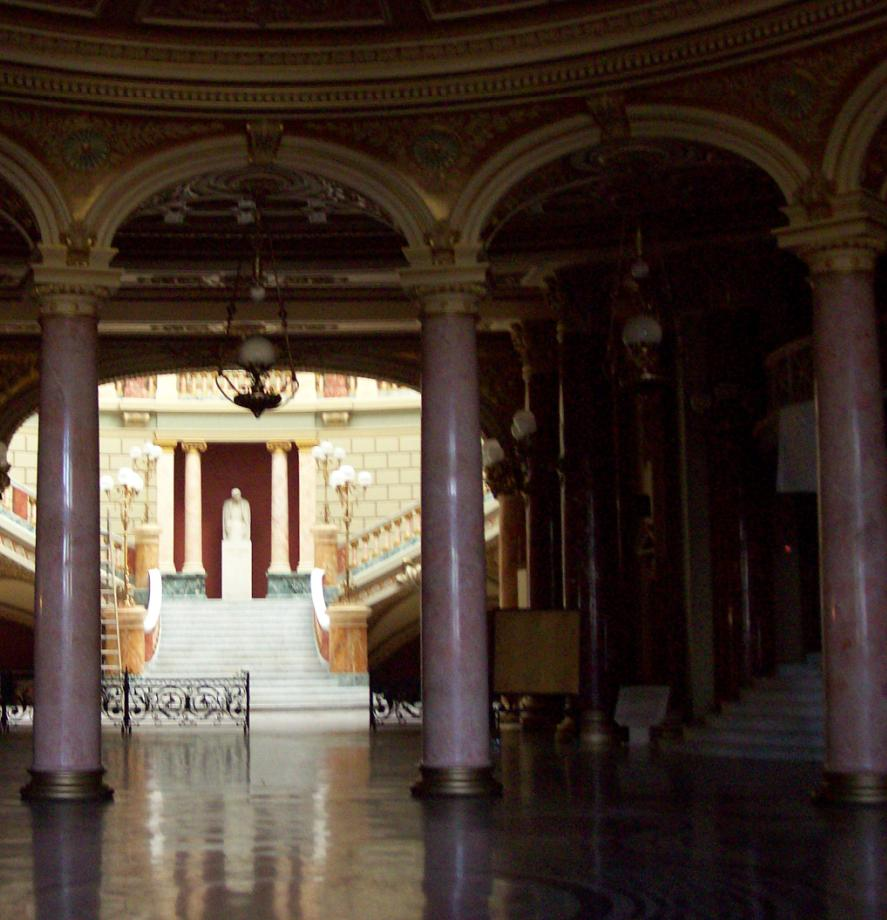
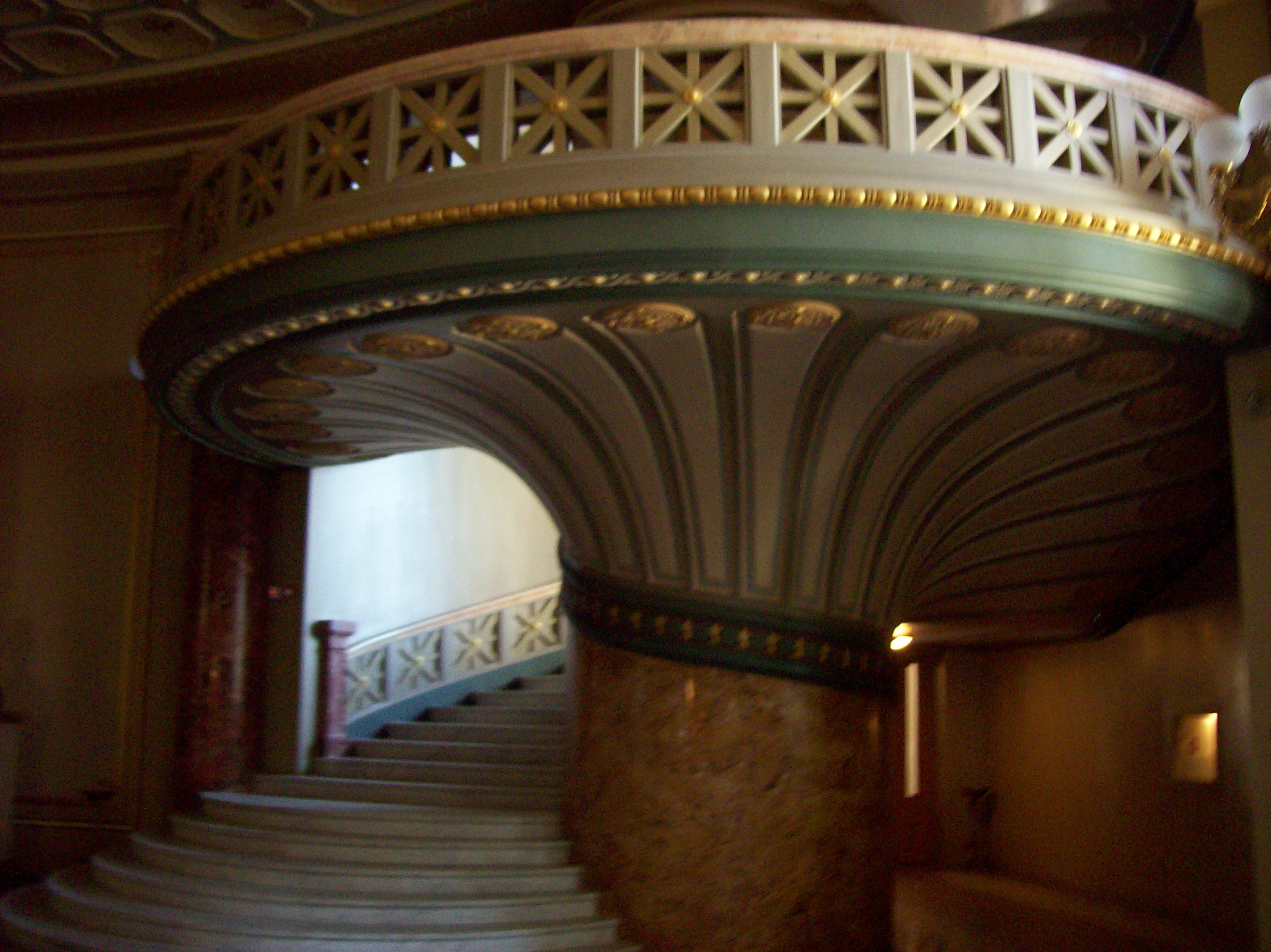
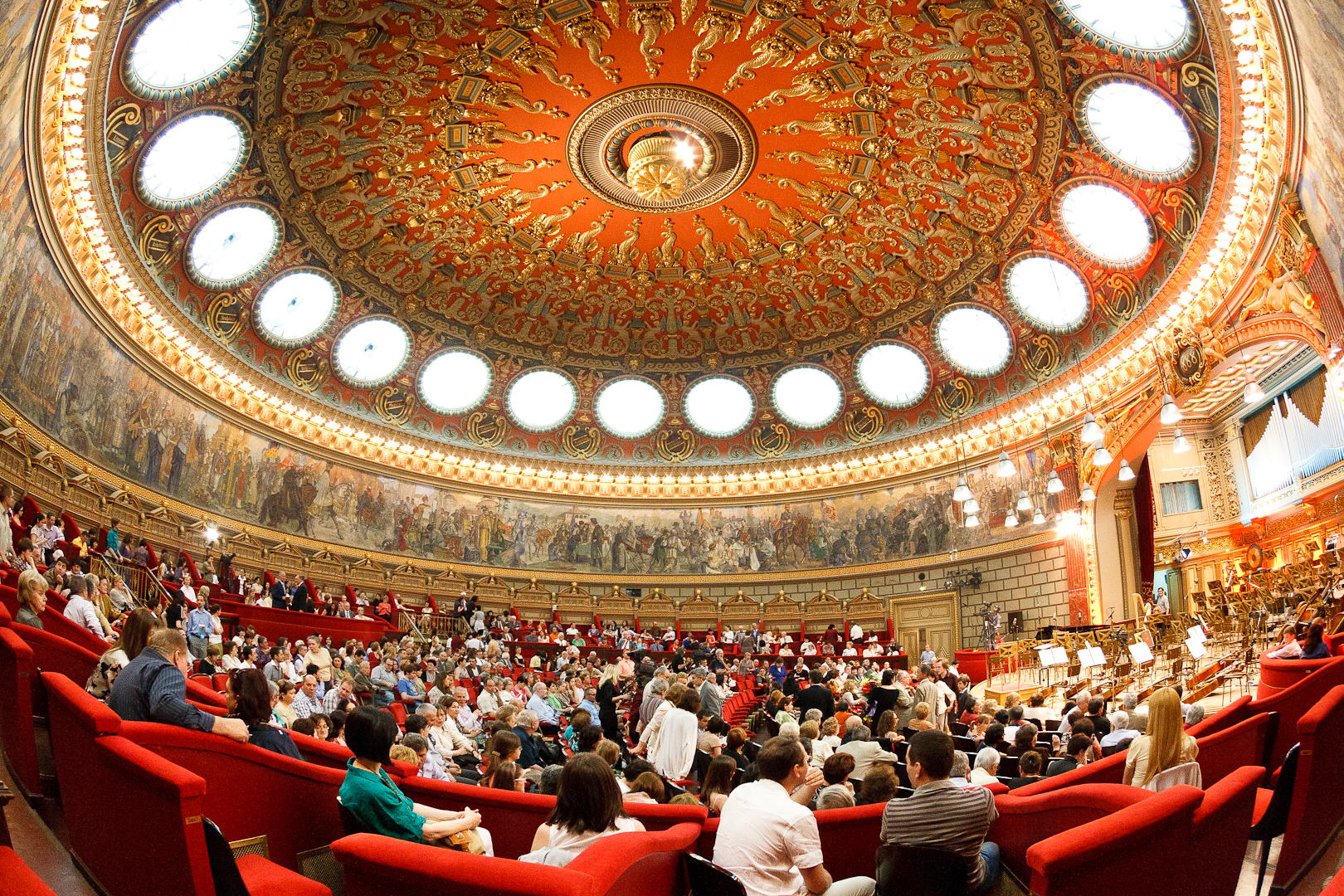
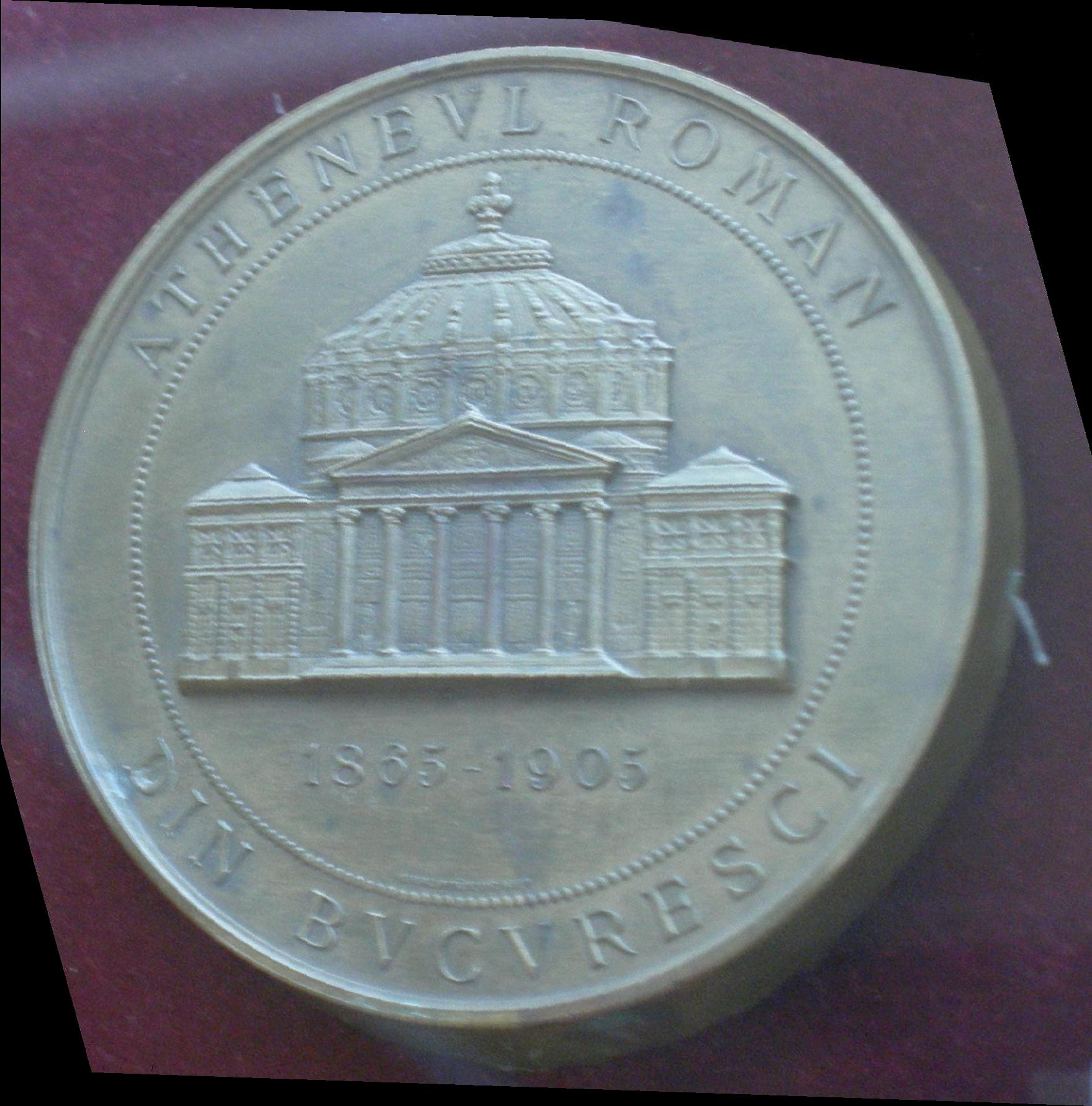
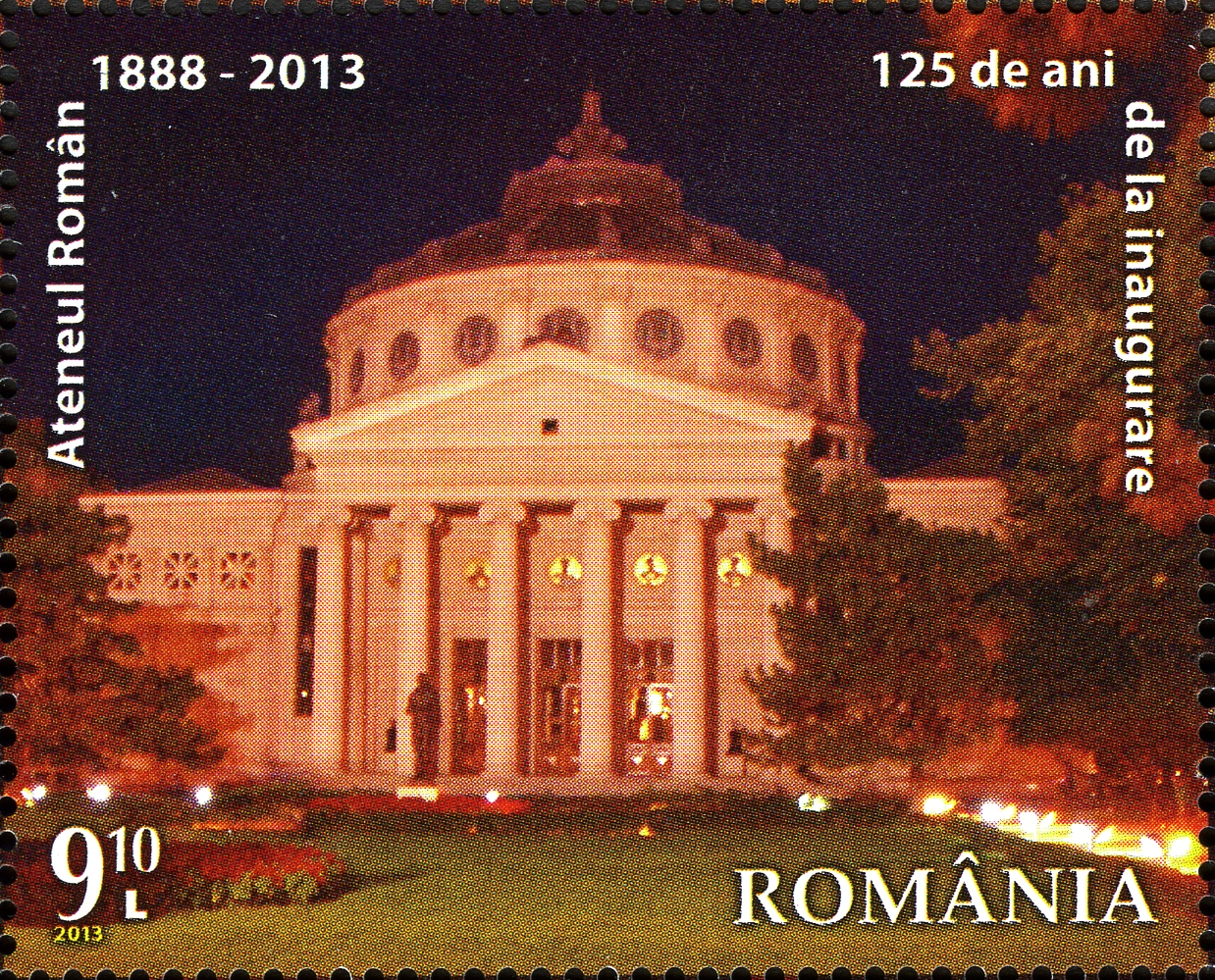